# Montdidier, Somme
Montdidier är en kommun i departementet Somme i regionen Hauts-de-France i norra Frankrike. Kommunen ligger i kantonen Montdidier som tillhör arrondissementet Montdidier. År 2022 hade Montdidier 5 978 invånare.

## Befolkningsutveckling
Antalet invånare i kommunen Montdidier
| Referens: INSEE |